# Микроекономија
Микроекономија потиче од грчких речи micros (мали) и oikonomia (привреда), што би у преводу значило изучавање појединачних економских појава, величина и односа везаних за појединце и предузећа.  Према томе, микроекономија проучава привредне субјекте (домаћинства и предузећа) са становишта трошкова производње, формирања и расподеле профита и акумулација, формирања цена, производње и дистрибуције роба и услуга, појединачна тржишта, индивидуалну штедњу и акумулацију, животни стандард и личну потрошњу итд. Из овог проистиче да су домаћинства и предузећа основни привредни субјекти у пословању и потрошњу у свим облицима привређивања.
Микроекономија изучава доношење одлука о употреби одређених производних ресурса. На пример, зашто појединци више воле аутомобил од бицикла и како произвођачи одлучују да ли да производе аутомобиле или бицикле. У овом случају се анализира понашање свих домаћинстава и свих предузећа у погледу збира куповине аутомобила и збира производње аутомобила. Тако се истражује тржиште аутомобила и упоређује са тржиштем бицикла и добија одговор о релативном односу цена аутомобила и бицикла у односу на утрошене ресурсе. Дакле, микроекономија проучава свако тржиште за сваку робу и пружа шансу за разумевање целокупног репро-циклуса, производње, расподеле, и потрошње, у целој привреди у датом тренутку времена.
While microeconomics focuses on firms and individuals, macroeconomics focuses on the sum total of economic activity, dealing with the issues of growth, inflation, and unemployment and with national policies relating to these issues. Microeconomics also deals with the effects of economic policies (such as changing taxation levels) on microeconomic behavior and thus on the aforementioned aspects of the economy. Particularly in the wake of the Lucas critique, much of modern macroeconomic theories has been built upon microfoundations—i.e. based upon basic assumptions about micro-level behavior.

## Историја
Економисти себе обично сматрају микроекономистима или макроекономистима. Разлику између микроекономије и макроекономије је вероватно 1933. године увео норвешки економиста Рагнар Фриш, копрималац прве Нобелове меморијалне награде за економске науке 1969. године. Међутим, Фриш заправо није користио реч „микроекономија”, већ је нагласио разлике између „микродинамичке” и „макродинамичке” анализе на начин сличан ономе како се данас користе речи „микроекономија” и „макроекономија”. Прва позната употреба термина „микроекономија” у објављеном чланку потекла је од Питера де Волфа 1941. године, који је проширио термин „микродинамика” у „микроекономију”.

## Структура тржишта
Тржишна структура се односи на карактеристике тржишта, укључујући број фирми на тржишту, дистрибуцију тржишних удела између њих, униформност производа међу фирмама, колико је фирмама лако да уђу и изађу са тржишта, и облике конкуренције на тржишту. Тржишна структура може имати неколико типова тржишних система у интеракцији. Различити облици тржишта су одлика капитализма и тржишног социјализма, при чему заговорници државног социјализма често критикују тржишта и имају за циљ да замене или надоместе тржишта различитим степеном економског планирања вођеног од стране владе.
Конкуренција делује као регулаторни механизам за тржишне системе, при чему влада обезбеђује прописе тамо где се не може очекивати да се тржиште само регулише. Прописи помажу у ублажавању негативних екстерних ефеката добара и услуга када приватна равнотежа тржишта не одговара друштвеној. Један пример овога је у вези са грађевинским прописима, који, ако их нема у систему тржишта регулисаног чистом конкуренцијом, могу довести до тога да је неколико ужасних повреда или смрти потребно пре него што компаније почну да побољшавају безбедност конструкција, јер потрошачи у почетку можда нису толико забринути или свесни безбедносних проблема да би почели да врше притисак на компаније да их реше, а компаније би биле мотивисане да не обезбеде одговарајуће безбедносне карактеристике због начина на који би то утицало на њихов профит.
Концепт „типа тржишта“ се разликује од концепта „структуре тржишта“. Ипак, овде је вредно напоменути да постоје различити типови тржишта.
Различите тржишне структуре производе криве трошкова на основу врсте постојеће структуре. Различите криве се развијају на основу трошкова производње, конкретно, графикон садржи маргиналне трошкове, просечне укупне трошкове, просечне варијабилне трошкове, просечне фиксне трошкове и маргинални приход, који је понекад једнак потражњи, просечном приходу и цени у фирми која узима цену.

### Монопол
Монопол је тржишна структура у којој тржиштем или индустријом доминира један добављач одређене робе или услуге. Пошто монополи немају конкуренцију, они теже да продају робу и услуге по вишој цени и производе испод друштвено оптималног нивоа производње. Међутим, нису сви монополи лоша ствар, посебно у индустријама у којима би више фирми резултирало више са трошкова него користи (тј. природни монополи).
- Природни монопол: Монопол у индустрији у којој један произвођач може произвести производњу по нижој цени од многих малих произвођача.

### Олигопол
Олигопол је тржишна структура у којој тржиштем или индустријом доминира мали број фирми (олигополиста). Олигополи могу створити подстицај за фирме да се упуштају у дослухе и формирају картеле који смањују конкуренцију што доводи до виших цена за потрошаче и мање укупне тржишне производње. Алтернативно, олигополи могу да буду жестоко конкурентни и да се укључе у китњасте рекламне кампање.
- Дуопол: Посебан случај олигопола, са само две фирме. Теорија игара може да разјасни понашање у дуополима и олигополима.[16]